# Paraedwardsia cretata
Paraedwardsia cretata is een zeeanemonensoort uit de familie Edwardsiidae.
Paraedwardsia cretata is voor het eerst wetenschappelijk beschreven door Stimpson in 1856.